# バフ・バグウェル
バフ・バグウェル（Buff Bagwell）のリングネームで知られるマーカス・バグウェル（Marcus Alexander Bagwell、1970年1月10日 - ）は、アメリカ合衆国のプロレスラー。ジョージア州マリエッタ出身。

## 来歴
高校時代は野球とアメリカンフットボールに明け暮れ、卒業後は実家の材木会社で働き始めるが会社が破綻してしまったことにより、プロレスラーになることを志す。また、マッサージセラピストの免許を取得。スティーブ・ローラーに師事し、プロレスの基礎を叩きこまれ、1990年にインディー団体であるNGW（North Georgia Wrestling）にてファビュラス・ファビアン（Fabulous Fabian）というリングネームでプロレスラーデビューを果たした。1991年にはビル・イーディーがしていたアイマスクをモチーフとしたメイクを施し、ハンサム・ストレンジャー（The Handsome Stranger）のリングネームでGWF（Global Wrestling Federation）で活動した。
1991年、WCWと契約を交わし入団。入団早々から出場が多く、主にタッグチームとして活躍。ザ・パトリオットとスターズ・アンド・ストライプス（Stars and Stripes）、スコッティ・リッグスとアメリカンメールズ（The American Males）、また日本でも活躍した2・コールド・スコーピオなどとタッグを結成して5度もWCW世界タッグ王座を獲得。
1996年、リングネームをバフ・バグウェル（Buff Bagwell）へと改名し、スコッティ・リッグスを裏切りnWoへメンバー入り。新日本プロレスのnWoジャパンメンバーの主力としても何度も来日し、独自のキャラクター性が受け日本でも活躍した。
1998年、頸椎の負傷により欠場するが、回復するまでに脊髄麻痺を起こして動けなくなり、車椅子に乗って介護されながらマイクパフォーマンスを行うアングルが組まれた。登場する度にnWoのメンバーから冷たい態度であしらわられる中、7月20日にリック・スタイナーからnWo脱退を忠告されるが、スコット・スタイナーが背後からリックを襲撃。バグウェルは命乞いするよう見せかけて、動けないはずの身体を起こしスコットと抱擁を交わし復帰を宣言した。復帰後、スコットとタッグを結成し活動。2000年にはnWoが活動停止状態となり、ビンス・ルッソー率いるニューブラッド（The New Blood）のメンバーとして試合をするが、ルッソーとの衝突によりしばらく離脱することになってしまう。復帰後にはレックス・ルガーとトータリー・バフ（Totally Buffed）なるタッグを結成してリック・フレアー率いるマグニフィセント・セブン（Magnificent Seven）にメンバー入りするが活躍することができずにWCWは崩壊した。
WCW崩壊後、WWFへ移籍。7月2日のRaw is Warで行われた初のWCW世界ヘビー級王座戦にてブッカー・Tと対戦。試合はスティーブ・オースチンとカート・アングルの乱入によりノーコンテストとなり、オースチンとアングルはブッカー・Tを襲い、ブッカー・Tが襲われる中バグウェルも加わるが、結局ブッカー・Tと共にリングの外に放り出されてしまった。7月6日に素行不良が原因で解雇された。尚、WWFでの試合は前述のブッカー・T戦のみであり、これ以降は現在に至るまで一度たりともWWF及びWWEに出演していない。
WWF解雇後、ジミー・ハートが旗揚げしたXWF（Xcitment Wrestling Federation）やWWA（World Wrestling All-Stars）などに参戦し活動。2002年にはTNAに登場。TNAには2003年、2006年にも登場しているがスキットのみでの出番となっている。
2008年よりNWA加盟団体であるMACW（Mid-Atlantic Championship Wrestling）とUCW（Universal Championship Wrestling）を中心にインディー団体で活動。2010年にはベテランレスラーであるリッキー・ネルソンとタッグを組んでロックンロール・エクスプレス（リッキー・モートン & ロバート・ギブソン）とNWAミッドアトランティックタッグ王座を巡って抗争を展開し、最終的にはロックンロール・エクスプレスに軍配が上がった。この敗戦をきっかけにネルソンと確執が生まれ、自身が保持するNWAミッドアトランティックヘビー級王座を賭けて抗争した。
2012年4月23日、自動車事故を起こし、一時は生命の危機を迎えたが無事に生死の境を乗り越え復活した。首や顔、顎の骨折するという重症を負ったが懸命にリハビリを行って10月13日、NEFW（New England Frontier Wrestling）にてWCW時代のタッグパートナーであった2・コールド・スコーピオと組んでマイキー・ウェブ & ウルフガーとのタッグマッチで復帰を果たして勝利を飾った。
2013年3月18日、APW（American Premier Wrestling）にてジェレミー・ヤンとAPWヘビー級王座戦を行い、ヤンから勝利をしてAPWヘビー級王座を奪取。同月22日からはBTW（Big Time Wrestling）のSpring Tour 2013に参戦し、nWoで共闘したケビン・ナッシュと組んでデルフォンゾ・ブラザーズ（エディ・デルフォンゾ & トニー・デルフォンゾ）と一週間に渡って5戦行い、全戦全勝した。

## 得意技
バフ・ブロック・バスター
ダイビング・ローリング・ネックブリーカー。佐々木健介からピンフォールを奪っている。
イエロージャケット・スープレックス
DDT
マンハッタン・スープレックス
サンセットフリップ
フェイスバスター
ショルダー・ブロック

## 入場曲
- BUFF DADDY

## 獲得タイトル
WCW
- WCW世界タッグ王座 : 5回

w / 2・コールド・スコーピオ : 1回
w / ザ・パトリオット : 2回
w / スコッティ・リッグス : 1回
w / シェーン・ダグラス : 1回
他、アメリカのインディー団体を中心に多数のタイトルを獲得。